# مثلث الخطر في الوجه
مثلث الخطر في الوجه هو منطقة مثلثة حدودها ركني الفم وجسر الأنف ويحوي داخله الأنف والفك العلوي. بسبب طبيعة تغذية الدم في أنف الإنسان والمناطق المحيطة ووجود الأوردة التي تصب في الدماغ والتي لا تحتوي على صمامات مؤدية لطريق واحد (عكس باقي الاوردة) فمن الممكن انتقال عدوى من هذه المنطقة وتنتشر للدماغ مسببة خثار الجيب الكهفي، التهاب السحايا وخراج المخ وفي النهاية الوفاة. ومما يجعل التهاب السحايا ممكناً هو الاتصال الوريدي بين الوريد الوجهي والجيب الكهفي، فالجيب الكهفي يقع بداخل تجويف القحف بين طبقات السحايا وهو موصل رئيس للتصريف الوريدي في الدماغ.

والرابط بين هذه المنطقة وخطر الخثار الجيبي الكهفي نوقش في دراسة عام 1937م ووجد أن 61% من حالات الخثار الجيبي الكهفي كانت نتيجة دمل في منطقة أعلى الوجه. وفي حين أن هذه الاعتلالات أصبحت أقل في وجود المضادات الحيوية إلا أنه لا تزال هناك نسبة كبيرة من الخطر ويجب معالجتها بمضادات التخثر بجانب المضادات الحيوية.

## بعض مصادر الالتهابات
- عصر حب الشباب في المنطقة
- تسوس الاسنان في الفك العلوي